# Chapeiry
Chapeiry est une commune française située dans le département de la Haute-Savoie, en région Auvergne-Rhône-Alpes. Elle fait partie du pays de l'Albanais et du canton de Rumilly.

## Urbanisme

### Typologie
Au 1er janvier 2024, Chapeiry est catégorisée commune rurale à habitat dispersé, selon la nouvelle grille communale de densité à sept niveaux définie par l'Insee en 2022.
Elle est située hors unité urbaine. Par ailleurs la commune fait partie de l'aire d'attraction d'Annecy, dont elle est une commune de la couronne,. Cette aire, qui regroupe 79 communes, est catégorisée dans les aires de 200 000 à moins de 700 000 habitants,.

### Occupation des sols
L'occupation des sols de la commune, telle qu'elle ressort de la base de données européenne d’occupation biophysique des sols Corine Land Cover (CLC), est marquée par l'importance des territoires agricoles (82,3 % en 2018), en diminution par rapport à 1990 (84 %). La répartition détaillée en 2018 est la suivante : 
zones agricoles hétérogènes (48,1 %), prairies (34,2 %), forêts (11 %), zones urbanisées (6,7 %).
L'IGN met par ailleurs à disposition un outil en ligne permettant de comparer l’évolution dans le temps de l’occupation des sols de la commune (ou de territoires à des échelles différentes). Plusieurs époques sont accessibles sous forme de cartes ou photos aériennes : la carte de Cassini (XVIIIe siècle), la carte d'état-major (1820-1866) et la période actuelle (1950 à aujourd'hui).

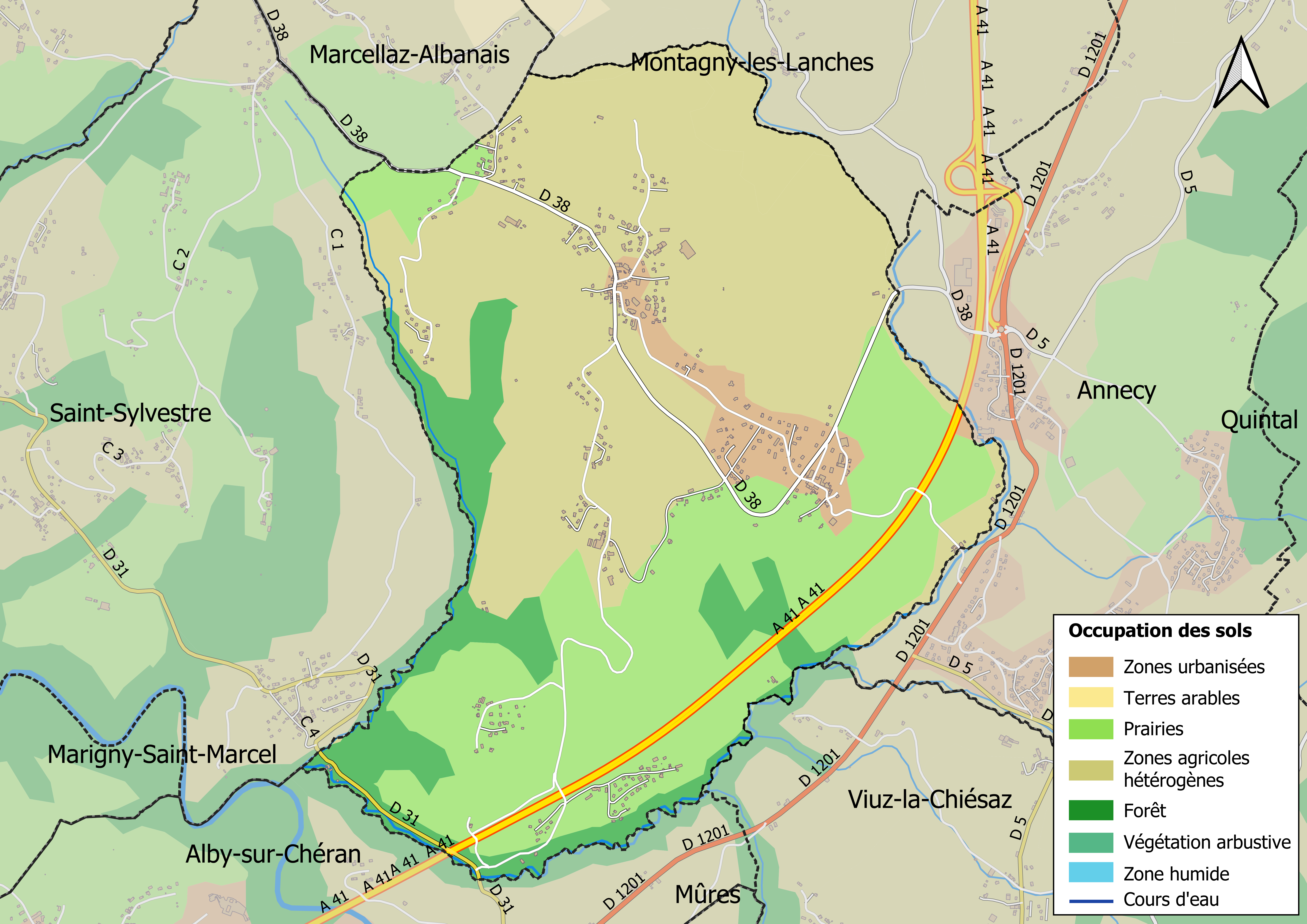
Carte des infrastructures et de l'occupation des sols en 2018 (CLC) de la commune.
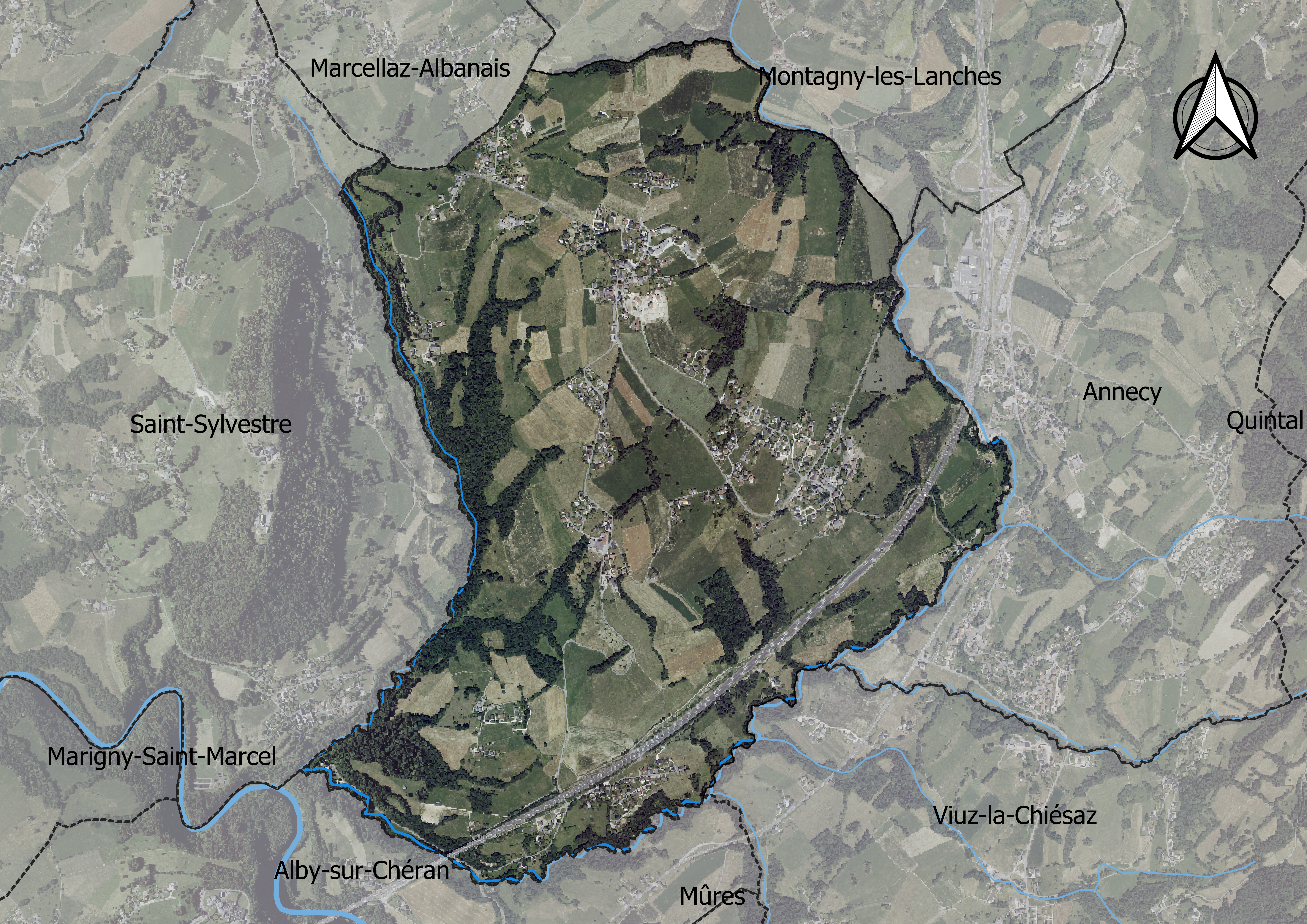
Carte orthophotogrammétrique de la commune.

## Toponymie
Le toponyme de Chapeiry ou Chapery dérive d'un nom de domaine gallo-romain, *Cappariacum. Selon Henry Suter, le nom provient d'un gentilice Capparius auquel est associé le suffixe -acum. Le nom correspond peut être du métier de fabricant de chapes, qui sont d'amples manteaux.
Au XIVe siècle, on mentionne la Cura de Chapeyrie, puis Chappeirie au XVIe siècle. On trouve également au cours des siècles suivants les formes de Chapéry et Chapairy.
En francoprovençal, le nom de la commune s'écrit Shapéri, selon la graphie de Conflans.

## Histoire
La paroisse de Chapeiry fut unie à celle de Montagny-les-Lanches jusqu'en 1596 et de 1803 à 1872.

## Politique et administration

### Rattachements administratifs et électoraux
Du point de vue administratif, la commune fait partie de l'arrondissement d'Annecy et avant la réforme territoriale de 2014, faisait partie du canton d'Alby-sur-Chéran, dont Alby-sur-Chéran était le chef-lieu. La commune appartient depuis le 1er janvier 2017 au Grand Annecy qui remplace la communauté de communes du Pays d'Alby-sur-Chéran, créée en 1993 et qui fait suite à différents syndicats communaux (syndicat intercommunal pour le développement économique du canton d'Alby, syndicat intercommunal pour l'équipement scolaire du canton d'Alby, syndicat intercommunal pour le ramassage des élèves du canton d'Alby). On retrouve ainsi les onze communes de l'ancien canton d'Alby-sur-Chéran.
Du point de vue électoral, la commune fait partie de la deuxième circonscription de la Haute-Savoie et, depuis la réforme territoriale de 2014, du canton de Rumilly qui compte selon le redécoupage cantonal de 2014 29 communes.

### Liste des maires
| Période                                  | Période                       | Identité               | Étiquette | Qualité |
| ---------------------------------------- | ----------------------------- | ---------------------- | --------- | ------- |
| Les données manquantes sont à compléter. |                               |                        |           |         |
| 1946                                     | mars 1989                     | François Delallée      |           |         |
| mars 1989                                | mars 2001                     | Hubert Lyonnaz-Perroux |           |         |
| mars 2001                                | mars 2014                     | Roland Dalex           |           |         |
| avril 2014                               | En cours (au 25 juillet 2023) | Gilles Ardin           |           |         |

## Démographie
Ses habitants sont appelés les Chapériens. On parlait autrefois de « Lo pro Coué » (Les poires cuites, en patois local) pour désigner les habitants du village.
L'évolution du nombre d'habitants est connue à travers les recensements de la population effectués dans la commune depuis 1793. Pour les communes de moins de 10 000 habitants, une enquête de recensement portant sur toute la population est réalisée tous les cinq ans, les populations de référence des années intermédiaires étant quant à elles estimées par interpolation ou extrapolation. Pour la commune, le premier recensement exhaustif entrant dans le cadre du nouveau dispositif a été réalisé en 2006.

En 2022, la commune comptait 982 habitants, en évolution de +27,2 % par rapport à 2016 (Haute-Savoie : +6,01 %, France hors Mayotte : +2,11 %).
| 1793 | 1800 | 1806 | 1822 | 1838 | 1848 | 1858 | 1861 | 1866 |
| ---- | ---- | ---- | ---- | ---- | ---- | ---- | ---- | ---- |
| 143  | 191  | 224  | 231  | 307  | 296  | 288  | 314  | 318  |

| 1872 | 1876 | 1881 | 1886 | 1891 | 1896 | 1901 | 1906 | 1911 |
| ---- | ---- | ---- | ---- | ---- | ---- | ---- | ---- | ---- |
| 345  | 339  | 335  | 353  | 347  | 345  | 305  | 300  | 290  |

| 1921 | 1926 | 1931 | 1936 | 1946 | 1954 | 1962 | 1968 | 1975 |
| ---- | ---- | ---- | ---- | ---- | ---- | ---- | ---- | ---- |
| 268  | 290  | 280  | 281  | 246  | 238  | 261  | 256  | 304  |

| 1982 | 1990 | 1999 | 2006 | 2011 | 2016 | 2021 | 2022 | - |
| ---- | ---- | ---- | ---- | ---- | ---- | ---- | ---- | - |
| 397  | 543  | 597  | 732  | 779  | 772  | 965  | 982  | - |

## Économie
- La fruitière de Chapeiry a produit de la tomme de Savoie jusqu'en juin 2009. À la fin du XXe siècle, les fruitières (fromageries coopératives) de la région ont, soit fermé, soit été vendues à des entrepreneurs privés. Celle de Chapeiry a été acquise par la Fromagerie Masson, propriétaire de deux autres fromageries de la région (Saint-Offenge et Juvigny). Elle a été modernisée en 1996-1997 pour se conformer à de nouvelles normes européennes qui ont contraint à la fermeture plusieurs fruitières des environs, dont celle, voisine, de Montagny. La fromagerie de Chapeiry couvrait plusieurs communes. Depuis sa fermeture, le lait est transporté quotidiennement à la fromagerie de Beaumont (près de Saint-Julien-en-Genevois) exclusivement réservée à la fabrication de la tomme de Savoie.

## Événements
Associations.
Bibliothèque « Au Coin du Livre ».
Horaires d'ouverture : mardi, 9 h-11 h ; mercredi, 10 h 30-11 h 30 ; vendredi, 16 h-17 h 30 ; samedi, 14 h-15 h 30.
Fermeture d'été du 14 juillet au 15 août.

## Culture locale et patrimoine

### Lieux et monuments

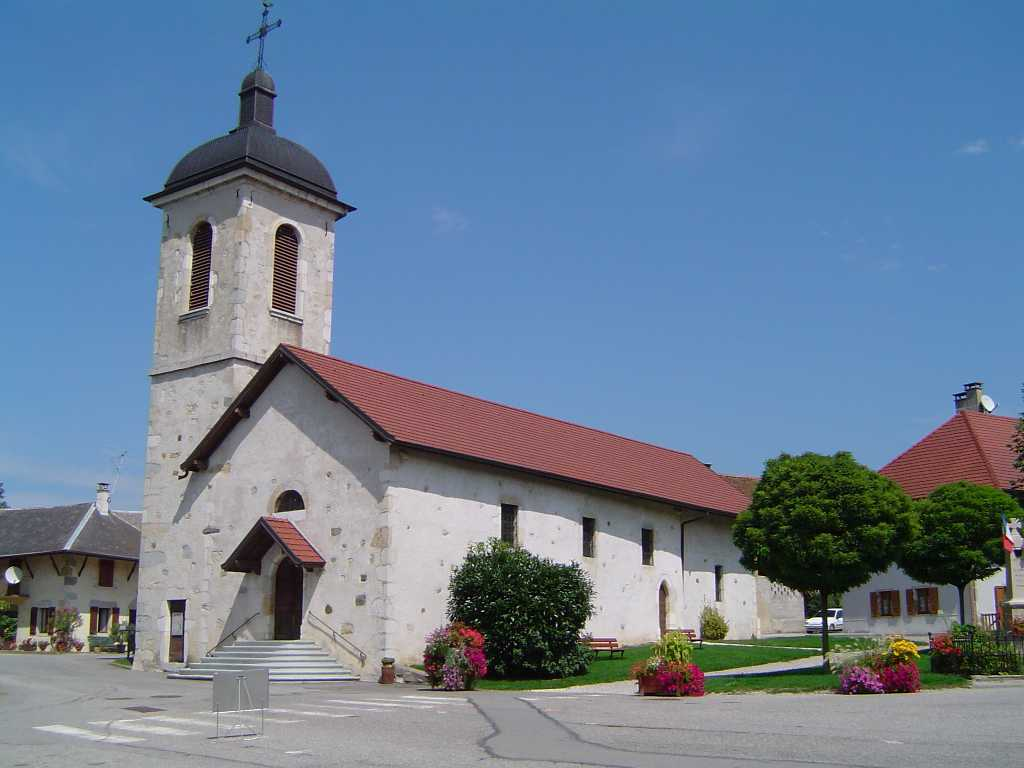
Église de Chapeiry.

- L'église Saint-Martin, d'origine carolingienne possède un clocher latéral XIXe siècle, un chœur pré-roman avec voûte en tuf du XIIIe siècle, et des fonts baptismaux sculptés.

### Espaces verts et fleurissement
En 2014, la commune obtient le niveau « une fleur » au concours des villes et villages fleuris.

### Personnalités liées à la commune
- Joseph-Antoine Besson (1717-1763), historien savoyard, curé de Chapeiry, auteur notamment d'un Mémoires pour l'histoire ecclésiastiques des diocèses de Genève, Tarantaise, Aoste et Maurienne, et du décanat de Savoye (1759).
- Jacques Coster (1793-1868), médecin à Paris[16],[17].